# До-Ран (Міссурі)
До-Ран (англ. Doe Run) — переписна місцевість (CDP) в США, в окрузі Сент-Франсуа штату Міссурі. Населення — 737 осіб (2020).

## Географія
До-Ран розташоване за координатами 37°44′44″ пн. ш. 90°30′0″ зх. д. / 37.74556° пн. ш. 90.50000° зх. д. (37.745524, -90.499920).  За даними Бюро перепису населення США в 2010 році переписна місцевість мала площу 6,26 км², з яких 6,24 км² — суходіл та 0,02 км² — водойми.

## Демографія
Згідно з переписом 2010 року, у переписній місцевості мешкало 915 осіб у 349 домогосподарствах у складі 232 родин. Густота населення становила 146 осіб/км².  Було 407 помешкань (65/км²).
Расовий склад населення:
| - 95,7 % — білих - 1,2 % — чорних або афроамериканців |

До двох чи більше рас належало 2,4 %. Частка іспаномовних становила 2,1 % від усіх жителів.
За віковим діапазоном населення розподілялося таким чином: 26,1 % — особи молодші 18 років, 62,1 % — особи у віці 18—64 років, 11,8 % — особи у віці 65 років та старші. Медіана віку мешканця становила 36,6 року. На 100 осіб жіночої статі у переписній місцевості припадало 107,0 чоловіків;  на 100 жінок у віці від 18 років та старших — 108,0 чоловіків також старших 18 років.
Середній дохід на одне домашнє господарство  становив 38 533 долари США (медіана — 18 295), а середній дохід на одну сім'ю — 54 264 долари (медіана — 32 917). За межею бідності перебувало 42,4 % осіб, у тому числі 77,1 % дітей у віці до 18 років та 0,0 % осіб у віці 65 років та старших.
Цивільне працевлаштоване населення становило 457 осіб. Основні галузі зайнятості: освіта, охорона здоров'я та соціальна допомога — 31,9 %, роздрібна торгівля — 18,4 %, публічна адміністрація — 16,4 %.